# Арменков, Михаил Флегонтович
Михаил Флегонтович Арменков (11 января 1894, д. Иванькова, Ковровский уезд, Владимирская губерния, Российская империя — 22 апреля 1967, Семипалатинск, Казахская ССР, СССР) — советский партийный и государственный деятель. Участник Первой мировой и Гражданской войн. Полный Георгиевский кавалер.

## Биография
Родился в деревне Иванькова (в настоящее время не существует), находилась на территории ныне существующего Клязьминского сельского поселения Ковровского района Владимирской области России. Русский.
В детстве окончил 3 класса начальной школы.

### Первая мировая война
На военной службе рядовой Арменков с 1915 года  в 27-м пехотном Витебском полку 7-й пехотной дивизии 5-го армейского корпуса в составе 5-й армии  находился на Юго-Западном фронте
В бою 18 сентября 1915 года у деревни Черемшица, будучи послан командиром батальона в разведку, произвёл её с полным успехом, принеся важные сведения о противнике, благодаря чему сапёры смогли успешно построить мост через реку Нароч в Белоруссии, необходимый при наступлении. За это Арменков был награждён Георгиевским крестом 4-й степени.
В начале 1916 года ефрейтор Арменков в бою под сильным артиллерийским и ружейным огнём противника вынес с товарищами в безопасное место офицера, чем спас ему жизнь. За что награждён Георгиевским крестом 3-й степени.
В бою 15 апреля 1916 года у деревни Колодино, во время контр-атаки, унтер-офицер Арменков, руководя товарищами, личной своей храбростью увлёк их за собой под сильным пулемётным огнём противника, и спас захваченные неприятелем орудия. За что награждён Георгиевским крестом 2-й степени.
В конце 1916 года за отличия в боях против неприятеля старший унтер-офицер команды пеших разведчиков Арменков награждён Великим Князем Георгием Михайловичем от Имени Государя Императора Георгиевским крестом 1-й степени.

### Гражданская война
С 1918 года Арменков курсант Курсов политического состава РККА Ярославского военного округа, в том же году для отправки на Восточный фронт ивановские коммунисты сформировали боевой рабочий отряд из тысячи с лишним человек. В апреле 1919 года «отряд Фрунзе» получил пополнение, был преобразован в 220-й Иваново-Вознесенский стрелковый полк, в котором и продолжил службу  Арменков. Данный полк был направлен на Урал, где был включён в состав 25-й Чапаевской дивизии, сражавшейся на Восточном фронте.
В дальнейшем  Арменков был назначен командиром батальона 501-го стрелкового полка 56-й стрелковой дивизии. При наступлении под ураганным и ружейным огнём примером личного мужества и высокой воинской доблести Арменков восстановил порядок в дрогнувшем было батальоне, доведя его до штыковой атаки, сбив противника с занимаемой им позиции. Затем, преследуя неприятеля на протяжении 6 км, он форсировал реку Чернецы, закрепился на другом берегу. За что Приказом РВС Республики № 598 от 1920 года был награждён орденом Красного Знамени.

### Межвоенный период
В 1923 году демобилизовался из РККА, и прибыл в город Иваново-Вознесенск где был назначен начальником губернского исправительного дома.
С 1924 года секретарь комитета РКП(б) государственного химического завода.
С 1925 года заведующий Агитационно-пропагандистским отделом Макарьевского уездного комитета РКП(б) Иваново-Вознесенской губернии.
С 1929 года ответственный секретарь Макарьевского уездного комитета ВКП(б) (Иваново-Вознесенская губерния).
С 1930 по 1932 год учёба в Коммунистическом университете имени Я. М. Свердлова в Москве.
С 1932 года уполномоченный Полномочного представительства ОГПУ по Ивановской Промышленной области.
С 1932 года секретарь Бель-Агачского районного комитета ВКП(б) (Восточно-Казахстанская область) .
С 1932 года заведующий Отделом Чимкентского городского комитета ВКП(б).
С 1937 года начальник Политического отдела овцеплемсовхоза в Казахстане.
С 1938 по 1940 год  поочередно занимает 1-й секретарь Ключевого районного комитета КП(б) Казахстана (Актюбинская область), заведующий Отделом руководящих партийных органов Актюбинского областного  комитета КП(б) Казахстана, председатель Исполнительного комитета Актюбинского областного Совета.
С 1940 года заместитель заведующего Промышленным отделом ЦК КП(б) Казахстана.
С 1941 года заведующий Отделом пищевой промышленности ЦК КП(б) Казахстана.

### Великая Отечественная война и послевоенные годы
С 1941 года 1-й секретарь Павлодарского областного комитета КП(б) Казахстана.
С 1943 года секретарь Татарского районного комитета ВКП(б), затем секретарь Татарского городского комитета ВКП(б) (Новосибирская область).
С 1945 года секретарь Алма-Атинского сельского районного комитета КП(б) Казахстана.
С 1945 по 1950 год управляющий Семипалатинским областным трестом маслопрома.
Умер в 1967 году. Похоронен в Семипалатинске.

## Награды
СССР
- орден Красного Знамени (1920)
- орден Трудового Красного Знамени (1945) [2]

Российская империя
- Георгиевский крест 1-й степени № 8251 (Приказ V армейского корпуса за № 372 от 25 ноября 1916 г.)[4]
- Георгиевский крест 2-й степени № 20269 (Приказ V армейского корпуса за № 192 от 31 мая 1916 г.) [4]
- Георгиевский крест 3-й степени (1916)[4].
- Георгиевский крест 4-й степени № 144315 (Приказ V армейского корпуса за № 391 от 15 октября 1915 г.)[4]